# フィリピン・シー (ミサイル巡洋艦)
フィリピン・シー(USS Philippine Sea, CG-58)は、アメリカ海軍のミサイル巡洋艦。タイコンデロガ級ミサイル巡洋艦の12番艦。艦名は太平洋戦争でのフィリピン海海戦に因む。その名を持つ艦としては2隻目。

## 艦歴
バス鉄工所にて1986年4月8日に起工され1987年7月12日に進水、1989年3月18日に就役した。
2024年のイエメンへのミサイル攻撃に参加している。